# Laura Podestà
Laura Magda Serena Podestà (Milano, 21 aprile 1954 – Milano, 20 dicembre 2022) è stata una nuotatrice italiana.

## Biografia
All'età di 18 anni ha rappresentato l'Italia ai Giochi olimpici di Monaco di Baviera 1972, nei 100 m stile libero, uscendo in batteria, 7ª con il tempo di 1'02"88, nella staffetta 4×100 m stile libero con Laura Gorgerino, Patrizia Lanfredini e Federica Stabilini, venendo eliminata in batteria, 7ª in 4'10"70, e nella staffetta 4x100 m misti insieme ad Alessandra Finesso, Patrizia Miserini e Donatella Talpo-Schiavon, uscendo anche in questo caso in batteria, 8ª con il tempo di 4'48"25.
In carriera ha preso parte anche ai primi campionati mondiali di nuoto, quelli di Belgrado 1973 (uscendo in batteria nei 100 m stile libero, 3ª in 1'01"021, e arrivando in finale nella staffetta 4x100 m stile libero, con Laura Gorgerino e Patrizia Lanfredini, oltre a Novella Calligaris in batteria e Federica Stabilini in finale, chiudendo 7ª con il tempo di 4'06"59) e agli Europei di Barcellona 1970.
Ha detenuto per poco meno di 4 anni (da agosto 1973 a giugno 1977) il record italiano dei 100 m stile libero, migliorandolo 3 volte (1'01"4 e poi 1'01"38, 1'01"36 e 1'01"02), togliendolo a Novella Calligaris, prima che il suo crono venisse battuto da Cinzia Savi Scarponi.